# Kunle Adewale
Pour les articles homonymes, voir Adewale.
 (décembre 2021).
La mise en forme du texte ne suit pas les recommandations de Wikipédia : il faut le « wikifier ».
Les points d'amélioration suivants sont les cas les plus fréquents. Le détail des points à revoir est peut-être précisé sur la page de discussion.
- Les titres sont pré-formatés par le logiciel. Ils ne sont ni en capitales, ni en gras.
- Le texte ne doit pas être écrit en capitales (les noms de famille non plus), ni en gras, ni en italique, ni en « petit »…
- Le gras n'est utilisé que pour surligner le titre de l'article dans l'introduction, une seule fois.
- L'italique est rarement utilisé : mots en langue étrangère, titres d'œuvres, noms de bateaux, etc.
- Les citations ne sont pas en italique mais en corps de texte normal. Elles sont entourées par des guillemets français : « et ».
- Les listes à puces sont à éviter, des paragraphes rédigés étant largement préférés. Les tableaux sont à réserver à la présentation de données structurées (résultats, etc.).
- Les appels de note de bas de page (petits chiffres en exposant, introduits par l'outil «  Source ») sont à placer entre la fin de phrase et le point final[comme ça].
- Les liens internes (vers d'autres articles de Wikipédia) sont à choisir avec parcimonie. Créez des liens vers des articles approfondissant le sujet. Les termes génériques sans rapport avec le sujet sont à éviter, ainsi que les répétitions de liens vers un même terme.
- Les liens externes sont à placer uniquement dans une section « Liens externes », à la fin de l'article. Ces liens sont à choisir avec parcimonie suivant les règles définies. Si un lien sert de source à l'article, son insertion dans le texte est à faire par les notes de bas de page.
- La présentation des références doit suivre les conventions bibliographiques. Il est recommandé d'utiliser les modèles {{Ouvrage}}, {{Chapitre}}, {{Article}}, {{Lien web}} et/ou {{Bibliographie}}. Le mode d'édition visuel peut mettre en forme automatiquement les références.
- Insérer une infobox (cadre d'informations à droite) n'est pas obligatoire pour parachever la mise en page.

Pour une aide détaillée, merci de consulter Aide:Wikification.
Si vous pensez que ces points ont été résolus, vous pouvez retirer ce bandeau et améliorer la mise en forme d'un autre article.
 (décembre 2021).
Olakunle Joel Adewale, né le 13 mai 1981, est un entrepreneur social et artiste visuel nigérian, fondateur de Tender Arts Nigeria en 2013, une organisation axée sur les arts thérapeutiques, les arts de la santé, le développement des talents, l'autonomisation de la communauté et l'engagement civique à travers les arts visuels, littéraires et arts du spectacle qui profitent aux enfants, aux jeunes, aux adultes et aux personnes âgées du monde entier.
En 2015, il rencontre le président Barack Obama aux États-Unis grâce à la bourse Mandela Washington pour les impacts du leadership dans l'utilisation des arts pour améliorer la vie des gens dans leur environnement. 
En 2019, il reçoit une reconnaissance internationale aux États-Unis: le 2 août 2019 ayant été déclaré comme « Kunle Adewale Day » par le maire de Cincinnati, John Cranley en reconnaissance de sa contribution aux États-Unis dans les deux domaines des arts et de la médecine.

## Enfance et éducation
Adewale naît le 13 mai 1981, neuvième enfant d'une famille de quatorze, à Mushin, une banlieue de l'État de Lagos. Il y suit ses études primaires à l'école modèle de Mushin Mainland, avant de se rendre à l'École secondaire Joseph Boy à Lagos. 
Par la suite, il se rend à l'école polytechnique d'Auchi pour étudier la peinture et les arts généraux. Il obtient un baccalauréat en beaux-arts et arts appliqués de l'Université Obafemi-Awolowo, Ile-Ife. Il étudie le leadership civique à l'Université Tulane, à la Nouvelle-Orléans en 2015, et un cours intensif d'été en arts en médecine à l'Université de Floride.

## Carrière artistique
Pendant son adolescence  Adewale travaille sur des bandes dessinées, des personnages de la Bible, des écrits créatifs et évolue vers leprofessionnalisme. 
Adewale publie deux livres :
- Semences pour les saisons
- Pourquoi rester assis ici jusqu'à ce que nous mourions ? Une histoire de quatre lépreux

## Prix et distinctions
- 2014, nommé pour le Global Teacher Prize
- 2015 YNaija top 10 des Nigérians les plus influents de moins de 40 ans (Plaidoyer)
- 2015, Jeune ambassadrice africaine pour l'art et la culture
- 2016 Commonwealth Youth Award pour la région de l'Afrique de l'Ouest
- 2016, Membre d'Art Therapy Without Borders, Inc.
- 2018, lauréat JCI Dix Jeunes Exceptionnels du Nigéria
- 2018, Avocat international pour les personnes vivant avec la drépanocytose.
- 2019, Héros de l'inclusion sociale de la Banque mondiale du Nigéria
- 2019, Membre atlantique du Global Brain Health Institute, Université de Californie